# ناتالي بيرتون
ناتالي بيرتون (بالإنجليزية: Natalie Burton) مواليد 1 مايو 1989 في برث، هي لاعبة كرة سلة أسترالية. بدأت مسيرتها الاحترافية في سنة 2012. وتحمل الرقم 10. مثلت منتخب بلادها. شاركت في دورة الألعاب الأولمبية الصيفية سنة 2016. حققت المركز الثالث في كأس العالم لكرة السلة للسيدات 2014.

## سجل المنافسة
شاركت في المنافسات التالية:
- الألعاب الأولمبية الصيفية 2016
- كأس العالم لكرة السلة للسيدات 2014

## الميداليات
| الميدالية | المسابقة                           |
| --------- | ---------------------------------- |
| برونزية   | كأس العالم لكرة السلة للسيدات 2014 |
| برونزية   | الألعاب الجامعية الصيفية 2013      |

## روابط خارجية
- ناتالي بيرتون على موقع الاتحاد الدولي لكرة السلة (الإنجليزية)
- ناتالي بيرتون على موقع كرة السلة الأوروبية.كوم (الإنجليزية)
- ناتالي بيرتون على موقع كلية كرة السلة في سبورتس رفرنس.كوم (الإنجليزية)
- ناتالي بيرتون على موقع بروبوليرز (الإنجليزية)
- ناتالي بيرتون على موقع سبورتس رفرنس (الإنجليزية)
- ناتالي بيرتون على موقع اللجنة الأولمبية الدولية (الإنجليزية)
- ناتالي بيرتون على موقع أوليمبيديا (الإنجليزية)
- ناتالي بيرتون على موقع اللجنة الأولمبية الأسترالية (الإنجليزية)